# Gigi Gorga
Gigi Gorga (n. 3 ianuarie 1973) este un fost atacant român de fotbal.

## Activitate
- Steaua Mizil (1995-1996)
- Onești (1996-1997)
- CS Metrom Brașov (1997-2000)
- Moreni (2000-2001)
- Olimpia Satu Mare (2001-2002)
- Gloria Bistrița (2001-2002)
- CFR Cluj (2002-2005)
- FC Armătura Zalău (2004-2005)
- Unirea Dej (2005-2007)
- Delta Tulcea (2007-2008)
- FC Zalău (2008-2013)